# Bob Berg

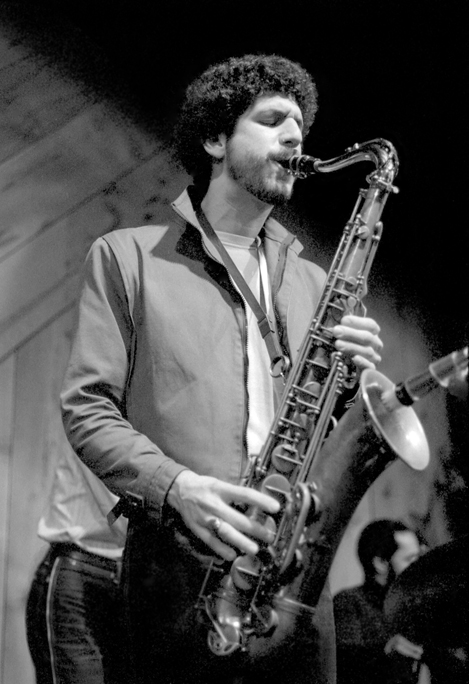
Bob Berg (1980, Foto: Brian McMillen)

Robert „Bob“ Berg (* 7. April 1951 in Brooklyn; † 5. Dezember 2002 in Amagansett, Long Island) war ein US-amerikanischer Jazz-Saxophonist.

## Leben und Wirken
Berg erhielt als Kind eine klassische Klavierausbildung und begann im Alter von dreizehn Jahren mit dem Saxophonspiel. Er besuchte die High School of the Performing Arts, wo er an den Jazz herangeführt wurde, und absolvierte 1968 an der Juilliard School of Music einen Kursus in klassischem Saxophon. Mit einer anschließenden Tournee mit Jack McDuff begann 1969 seine Laufbahn als professioneller Musiker.
Zwischen 1973 und 1976 spielte er bei Horace Silver, anschließend bis 1981 bei Cedar Walton und Billy Higgins (u. a. in deren Bandprojekt Eastern Rebellion). Stark beeinflusst von John Coltrane (wie viele andere junge Saxophonisten seiner Generation z. B. Michael Brecker, Bill Evans) entwickelte Berg einen Personal-Stil mit Rock- und Funk-Einflüssen. Unter eigenem Namen spielte er die Platten New Birth (1978) und Steppin’ (1982) ein. Daran schloss sich bis 1983 ein Europaaufenthalt an. Von 1984 bis 1987 war er Mitglied der Band von Miles Davis, mit dem er auf dem Album You’re Under Arrest zu hören ist. Mit dem Gitarristen Mike Stern, den er bei Davis kennenlernte, gründete er dann eine Fusionband, die bis 1993 bestand. Er spielte oft im 7th Avenue South NYC Club. Außerdem arbeitete er bei Randy Brecker, ab 1992 auch in den Gruppen von Chick Corea. Daneben trat er mit dem eigenen Bob Berg Quartet auf, unter anderem 1992 im karibischen Raum und 1994 in der ehemaligen Sowjetunion. Sein Album Back Roads wurde 1993 für den Grammy nominiert. Es folgten Platten wie z. B. In the Shadows (1990) und Virtual Reality (1992).
Sein letztes Projekt war – gemeinsam mit Randy Brecker, Joey DeFrancesco und Dennis Chambers – The JazzTimes Superband. Er wirkte zudem an Aufnahmen von Gary Burton, Leni Stern, Wolfgang Muthspiel, Eliane Elias, Tom Harrell, Barbara Dennerlein, Pino Daniele oder Joe Chambers mit.
Bob Berg kam bei einem Verkehrsunfall in Amagansett ums Leben. Er war in der Nähe seiner Wohnung mit seiner Frau im Auto unterwegs. Aufgrund der vereisten Fahrbahn kollidierte ein Zement-LKW mit seinem Wagen.

## Diskografie
- New Birth 1978
- Steppin': Live in Europe 1982
- Short Stories 1987
- Cycles 1988
- In the Shadows 1990
- Back Roads 1991
- Virtual Reality 1992
- Enter the Spirit 1993
- Riddles 1994
- The Best of Bob Berg 1995
- Another Standard 1997
- Bob Berg, Randy Brecker, Dennis Chambers, Joey DeFrancesco The JazzTimes Superband 2000
- Antonio Faraò, Bob Berg, Martin Gjakonovski, Dejan Terzic Far Out 2003
- Remembering 2005 (postum)

## Equipment
Bob Berg spielte:
(2002): Selmer Tenorsaxophon Mark VI - Serien-Nr. 57317 / Mundstück Francois Louis Silver Custom #8 / Blätter: Alexander Reed Superial / Stärke: 2 1/2 - 3
(2002): Borgani Sopransaxophon (Curved Pearl Silver) Serien-Nr. 0152 / Mundstück: Lamberson Hard Rubber #7 / Sopran-Blätter: Alexander Reed Superial & „DC“ / Stärke: 2 1/2 - 3